# 奧里利西克
49°5′24″N 36°13′53″E / 49.09000°N 36.23139°E
奧里利西克（烏克蘭語：Орільське），是烏克蘭東部的村莊，隸屬哈爾科夫州的別列斯京區。該村始建於1870年，面積1.08平方公里，海拔高度118米，2001年人口238，人口密度每平方公里220.4人。